# Râul Ciban
Râul Ciban este un curs de apă, afluent al râului Sebeș. Râul se formează aval de Lacul Ciban, situat la confluența brațelor Marginea și Rușinosu

## Hărți
- Harta Județul Sibiu
- Harta Munții Lotrului  Arhivat în 6 mai 2008, la Wayback Machine.
- Harta Munții Cibin  Arhivat în 30 martie 2010, la Wayback Machine.
- Harta Munții Cindrelului [nefuncțională – arhivă]